# Равское
Равское (укр. Равське) — село в Рава-Русской городской общине Львовского района Львовской области Украины.
Население по переписи 2001 года составляло 571 человек. Занимает площадь 7,77 км². Почтовый индекс — 80318. Телефонный код — 3252.